# Piccard Mons
Il Piccard Mons è una struttura geologica della superficie di Plutone.